# アルカエフ
アルカエフ（英語表記: ARUKAEFU）は、神奈川県横浜市西区みなとみらいにかつて存在した商業施設。事業主体は横浜都市みらい。
2003年（平成15年）4月に暫定商業施設として開業。当施設があったみなとみらい地区の44街区における再開発事業のため、メインテナントのセキチューとプラザ栄光生鮮館は2017年（平成29年）8月に営業を終了し、ジョナサンなど残りのテナントについても2019年（令和元年）7月末までに営業を終了している（詳細は後述）。

## 概要
ホームセンター、スーパーマーケット、子供服・輸入雑貨店、ファミリーレストランに加え、NPO（障害者が参加）によるコミュニティサロンも併設する商業施設として横浜都市みらいが運営。営業時間は各店舗で異なっており、ジョナサンみなとみらい店のみ深夜も営業を行っていた。
当施設は恒久施設ではなく土地の貸し出しによる暫定施設となっており、独立行政法人都市再生機構（UR都市機構）が土地を所有したまま借地契約により営業が行われていた。同法人では、2015年度以降に当施設がある44街区で新たな事業者の公募を行い土地を譲渡する方針としていたが、2016年12月に実施された同街区の1画地（南側半分に当たる約9,604m2 ）における入札で土地の取得者が積水ハウスに決定したため（土地の引渡しは予定通り2017年12月に実施）、この南側区画にかかる建物内に入居するメインテナントのセキチュー横浜みなとみらい店とプラザ栄光生鮮館みなとみらい店は、2017年8月13日を以て閉店となった（この建物の取り壊しは同年9月より開始され、同年12月頃にはほぼ完了している）。
なお、同法人では残りの北側区画（同街区2画地）における公募時期を2018年度以降としており、同区画内の建物に出店するジョナサンみなとみらい店とキッズオブトレジャーは2017年8月以降も暫く営業を継続していた（ただし、南側区画の建物閉鎖・解体工事開始後に「アルカエフ」の看板は取り外されている）が、これらのテナントについても約2年後の2019年7月末までに閉店している（同区画内にあったみなとみらい4丁目駐車場も同月末で営業を終了し旧アルカエフ全体が完全閉鎖、以降同区画内の建物についても同年10月頃まで解体工事を実施）。
跡地開発については後節の「#跡地における開発」を参照
施設名称の由来
「アルカエフ」の名称の由来はイタリア語で箱舟を意味する「arca（アルカ）」と未来、親しみ、幸運を意味する英単語 “Future” “Familiar” “Fortune”の頭文字の「F（エフ）」を組み合わせた造語である。

## 入居施設
これまでに入居したことがあるテナントを以下に記す。外部リンクも参照のこと。なお、セキチュー棟（セキチューおよびプラザ栄光生鮮館が入居）は2017年8月に閉鎖、さらにジョナサン棟と別棟（キッズオブトレジャーが入居）も2019年7月末までに閉鎖している。
セキチュー棟（閉鎖）
- セキチュー横浜みなとみらい店（ホームセンター/営業時間：10:00〜21:00） - 2017年8月13日閉店[15][16]
- プラザ栄光生鮮館みなとみらい店（スーパーマーケット/営業時間：10:00〜20:00） - 2017年8月13日閉店[17]

ジョナサン棟・別棟（閉鎖）
- ジョナサンみなとみらい店（ファミリーレストラン/営業時間：6:30〜4:00） - 2019年7月21日閉店[18]
- プラザ栄光お酒館みなとみらい店（酒店） - 2006年11月に別棟として増設・オープン、2016年閉店
- キッズオブトレジャー（子供服・輸入雑貨店/営業時間：10:00〜19:00） - 閉店したプラザ栄光お酒館の建物（別棟）内に2016年10月オープン、2019年5月末閉店
- 情報コミュニティサロン animi - セキチュー棟での運営は2017年8月末に終了し、キッズオブトレジャーが入る建物（別棟）内に同年9月移転（※その後、2018年11月にグランモール公園1Fのクロス・パティオに再移転）

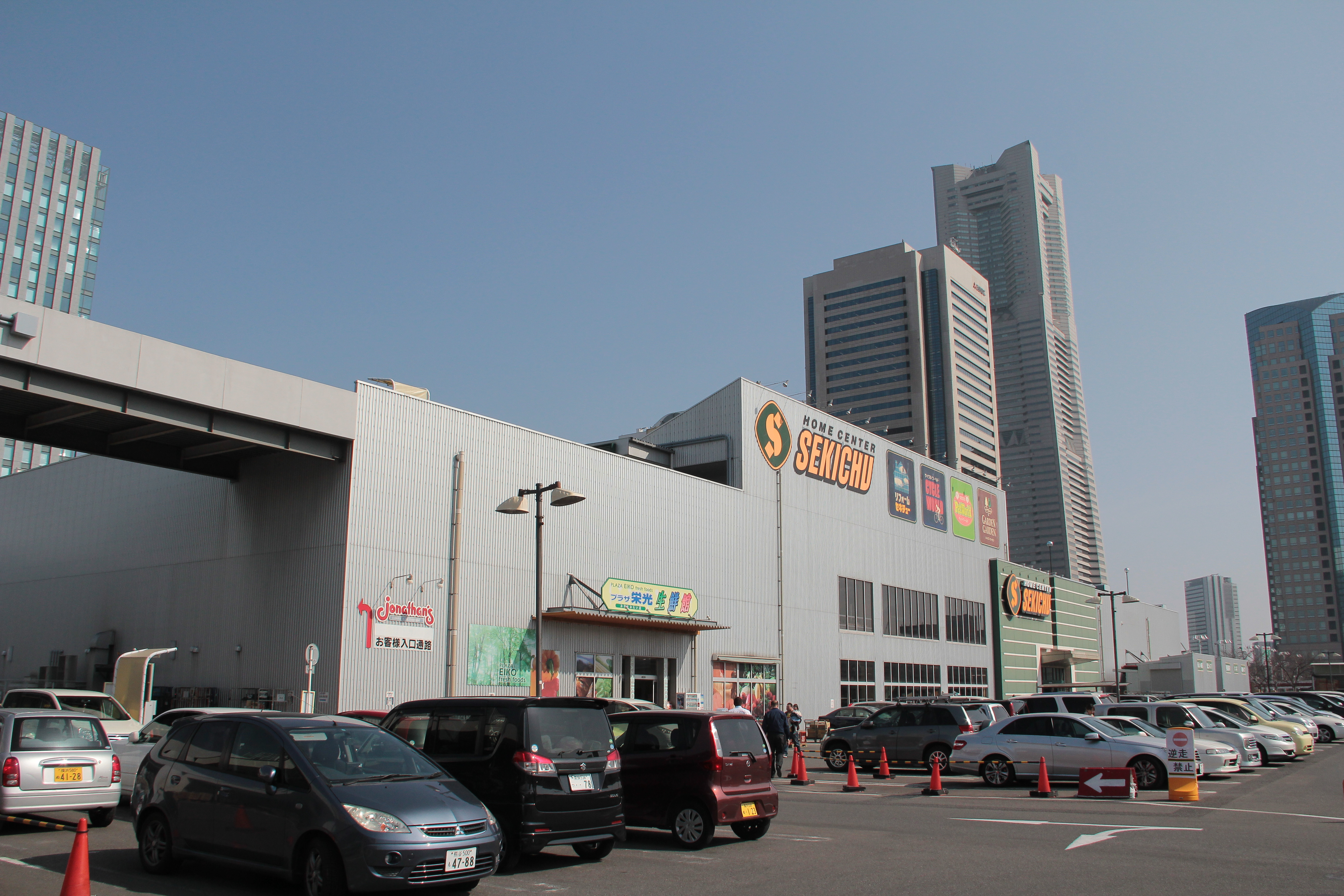
セキチュー横浜みなとみらい店 （2014年2月26日）
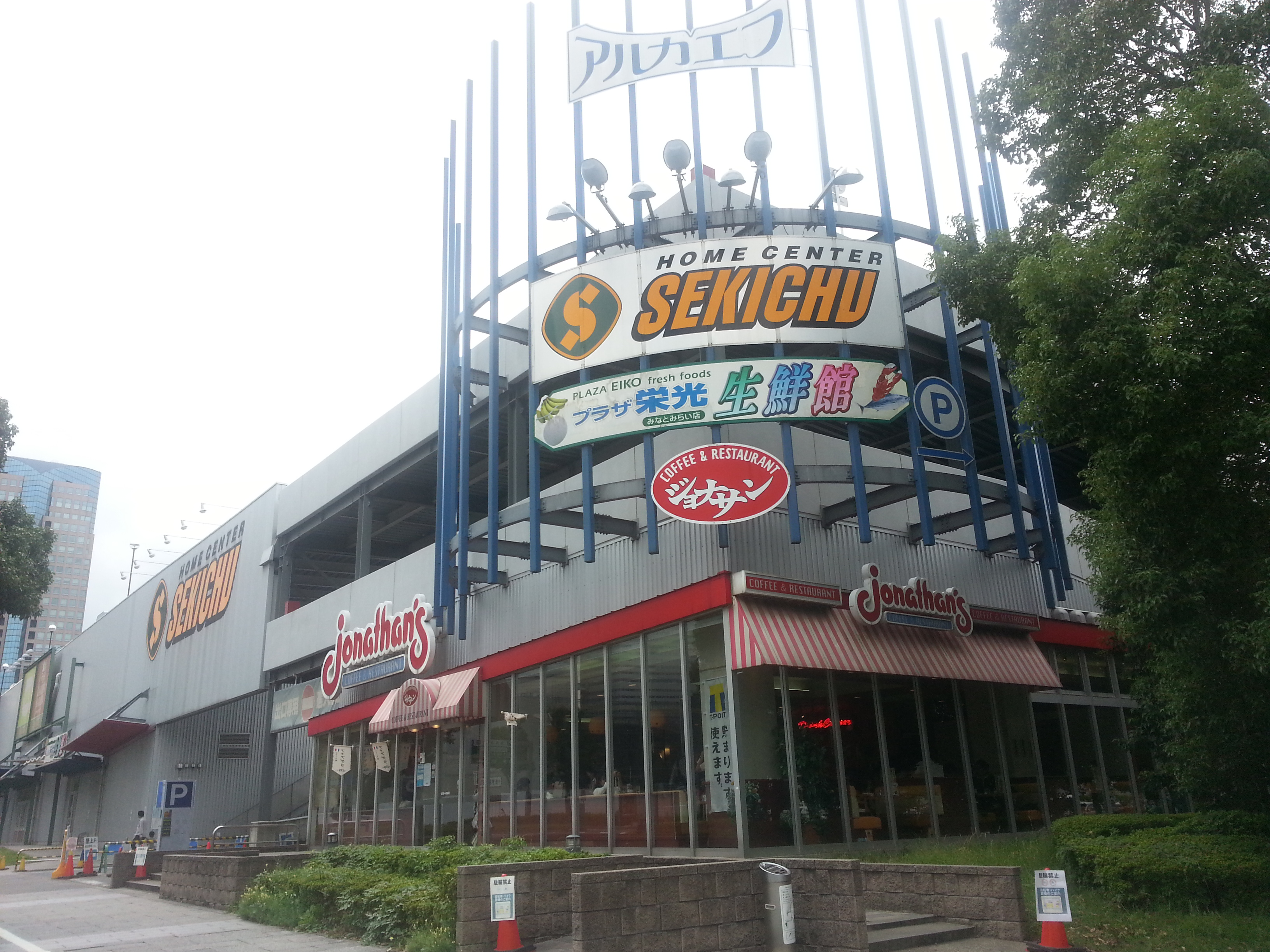
ジョナサンみなとみらい店 （2013年9月29日）

## 所在地
神奈川県横浜市西区みなとみらい4-2-7

### 交通
- みなとみらい線「新高島駅」より徒歩8分程
- 横浜市営地下鉄ブルーライン「高島町駅」より徒歩10分程
- 横浜駅東口より徒歩15〜20分程
- 横浜市営バスあかいくつMルート・109系統（循環便のみ）・京浜急行バス141系統「4丁目駐車場」停留所より徒歩1分程

## 跡地における開発
当施設跡地（44街区）において以下の開発等が計画されている。
南区画
UR都市機構が2016年12月に行った入札で積水ハウスが土地の取得者に決定。同社は恒久施設としてラグジュアリーホテル 「ウェスティンホテル横浜」および長期滞在型ホテル「The Apartment Bay YOKOHAMA」などからなる複合ビルを当地に建設し、2022年6月に開業した。
北区画
2017年12月時点の告知では、UR都市機構が商業・業務施設（住宅不可）用途として2018年度以降に事業者の公募（土地譲渡の入札）を行う予定としていたが、同法人は2020年3月に駐車場、商業・業務施設等（住宅不可）用途かつ土地賃貸（暫定土地利用/借地期間：2020年7月1日から10年間）として事業者の公募（総合評価方式による入札）を実施している。これにより、当区画の事業者（土地利用者）はエイトノットアンドカンパニーJVに決まった。当区画では複合型住宅展示場、自動車ショールーム、飲食店などが入る暮らし提案型暫定施設「LIVINGTOWN みなとみらい（リビングタウンみなとみらい）」が2023年9月に開業している。